# Rhinomugil corsula
Rhinomugil corsula is een  straalvinnige vissensoort uit de familie van harders (Mugilidae). De wetenschappelijke naam van de soort is voor het eerst geldig gepubliceerd in 1822 door Hamilton.
De soort staat op de Rode Lijst van de IUCN als niet bedreigd, beoordelingsjaar 2010.